# Mitzi Amoroso
Maria Letizia Amoroso, detta Mitzi (Roma, 15 agosto 1935), è una cantautrice italiana.

## Biografia
Diplomata in pianoforte, nel 1957 si iscrive alla S.I.A.E. Esordisce nei primi anni 60 come cantautrice per la Fonit con il brano Scendi alla mia fermata prodotto da Gianni Ravera. Altri suoi brani: Un cuore da vendere, La sedia a tre gambe, Spegni la luce, Il mio vestito, Ruggine.
Nel 1962 scrive Il sonno degli angeli, inciso da Daniela e La ballata dell'addio, inciso da Pierfilippi.
Nel 1964 venne chiamata per cantare al Festival di Sanremo, ma la casa discografica non volle farla salire sul palco perché, sebbene la sua voce fosse considerata molto sensuale, il suo aspetto fu considerato troppo normale. Abbandonò temporaneamente il mondo dello spettacolo per dedicarsi a tempo pieno al ruolo di madre.
Vinse concorsi come autrice per canzoni di bambini come lo Zecchino d'Oro e l'Ambrogino d'oro. Nel 1974, il giorno dopo la sua vittoria all'Ambrogino D'Oro come autrice, fu invitata ad una fiera di paese dalla nonna del bambino che aveva cantato il suo brano. Il pomeriggio dello stesso giorno, Mitzi chiamò delle compagne di classe di sua figlia, e le vestì con dei jeans ed una maglietta con su scritto Le Mele Verdi. Nacque così il gruppo canoro corale che durò fino al 1987, interpretando canzoni, sigle ed eseguendo spettacoli.
Mitzi ha una scuola di canto e recitazione teatrale per bambini ed ogni anno allestisce un musical interpretato dai suoi stessi allievi. Nel 2017, assieme ad Andrea Polo, vince il premio ASSOREL nella categoria Best Live Communication per la migliore valorizzazione di un evento attraverso i media. Viene premiata a Milano nel corso di una serata cui partecipano, fra gli altri, i giovani attori della sua scuola e Urbano Cairo 
Il 27 marzo 2018 porta in scena a Milano lo spettacolo Kasper, Sky e l'Orso verde, adattamento teatrale del testo della scrittrice olandese Marlies Slegers; conduce inoltre doppiaggi per spot radio-televisivi.
Ha pubblicato un libro di racconti e poesie per adulti dal titolo Donna di carta velina.

## Partecipazioni allo Zecchino d'Oro

### Testo
- Filastrocca din din din (1973)
- Un topolino, un gatto e… un grande papà (2010)
- Le galline intelligenti... ma sgrammaticate! (2012)
- Saro (2016)

### Musica
- Un topolino, un gatto e… un grande papà (2010)
- Le galline intelligenti... ma sgrammaticate! (2012)

## Discografia parziale

### 45 giri
- 1962 – Scendi alla mia fermata/Il mio vestito (Fonit-Cetra, SP 31084)